# Benelux Tour 2021
De 17e editie van de Benelux Tour (voorheen Eneco Tour en BinckBank Tour) was een meerdaagse wielerwedstrijd in Nederland en België. De ronde ging op 30 augustus 2021 van start gaan in Surhuisterveen en eindigde op 5 september 2021 in Geraardsbergen. Het maakte deel uit van de UCI World Tour. De Italiaan Sonny Colbrelli won het eindklassement.

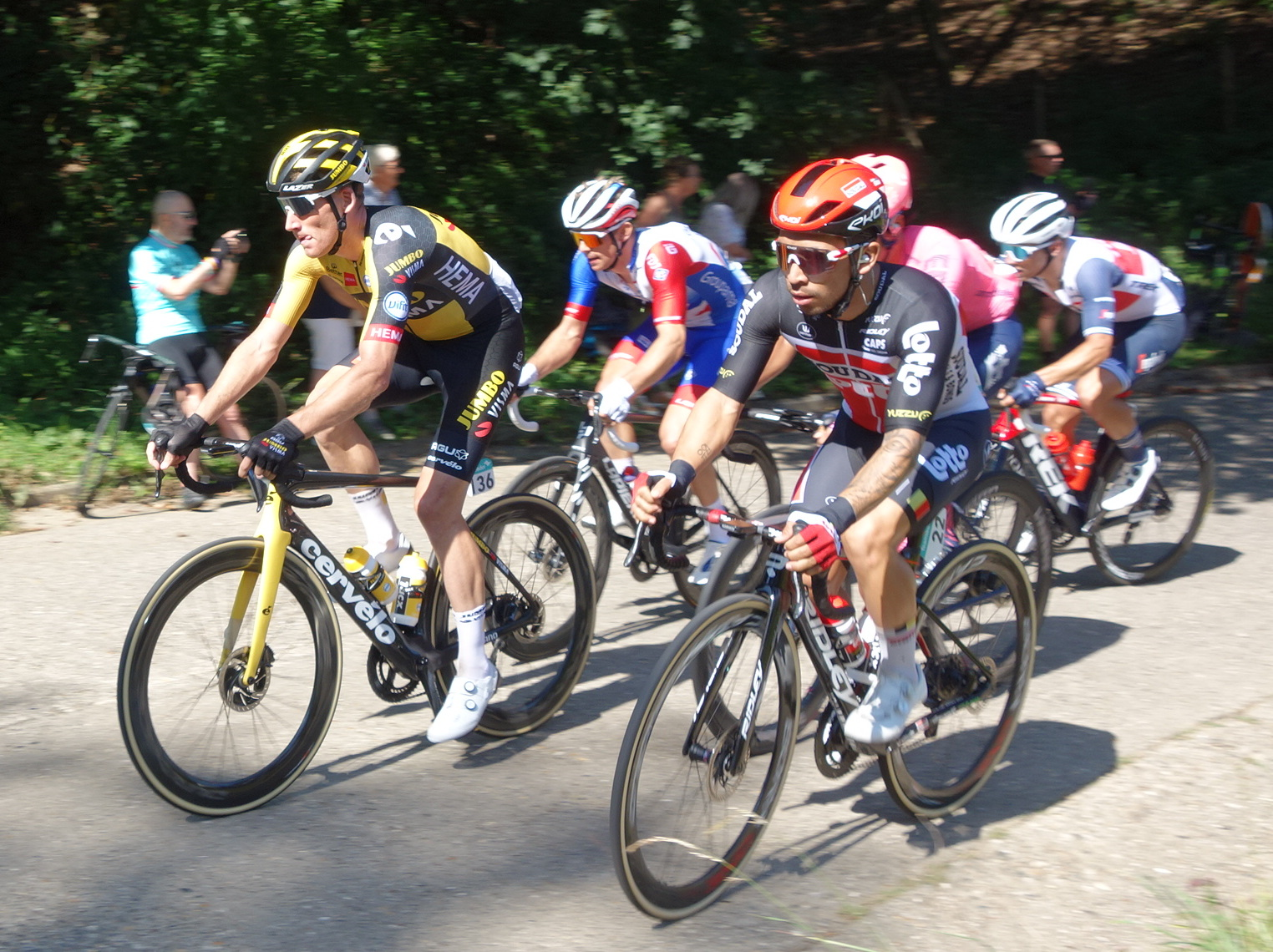
Caleb Ewan (r) won de 5e rit in Limburg.

## Deelnemende ploegen
Er namen 22 ploegen deel, de negentien UCI World Tour-ploegen en drie ploegen met een wildcard.

## Favorieten
Als favorieten worden onder meer Remco Evenepoel, Søren Kragh Andersen, Tim Wellens, Matej Mohorič, Mads Pedersen, Mike Teunissen, Kasper Asgreen, Wilco Kelderman, Stefan Küng en Gianni Moscon genoemd.

## Etappe-overzicht
| Etappe | Datum       | Start                      | Finish         | Type                | Afstand | Winnaar            | Klassementsleider |
| ------ | ----------- | -------------------------- | -------------- | ------------------- | ------- | ------------------ | ----------------- |
| 1      | 30 augustus | Surhuisterveen             | Dokkum         | Vlakke rit          | 169,6   | Tim Merlier        | Tim Merlier       |
| 2      | 31 augustus | Lelystad                   | Lelystad       | Individuele tijdrit | 11,1    | Stefan Bissegger   | Stefan Bissegger  |
| 3      | 1 september | Essen                      | Hoogerheide    | Vlakke rit          | 168,3   | Taco van der Hoorn | Stefan Bissegger  |
| 4      | 2 september | Aalter                     | Ardooie        | Vlakke rit          | 166,1   | Tim Merlier        | Stefan Bissegger  |
| 5      | 3 september | Riemst                     | Bilzen         | Heuvelrit           | 188     | Caleb Ewan         | Stefan Küng       |
| 6      | 4 september | Ottignies-Louvain-la-Neuve | Houffalize     | Heuvelrit           | 207,6   | Sonny Colbrelli    | Sonny Colbrelli   |
| 7      | 5 september | Namen                      | Geraardsbergen | Heuvelrit           | 180,9   | Matej Mohorič      | Sonny Colbrelli   |

## Etappe-uitslagen

### Eerste etappe
| Surhuisterveen – Dokkum (169,6 km) |                       |                                    |          |
| Plaats                             | Naam                  | Ploeg                              | Tijd     |
| Winnaar                            | Tim Merlier           | Alpecin-Fenix                      | 3u32'20" |
| 2                                  | Phil Bauhaus          | Bahrain-Victorious                 | z.t.     |
| 3                                  | Álvaro Hodeg          | Deceuninck–Quick-Step              | z.t.     |
| 4                                  | Fernando Gaviria      | UAE Team Emirates                  | z.t.     |
| 5                                  | Mads Pedersen         | Trek-Segafredo                     | z.t.     |
| 6                                  | Danny van Poppel      | Intermarché-Wanty-Gobert Matériaux | z.t.     |
| 7                                  | Max Walscheid         | Team Qhubeka NextHash              | z.t.     |
| 8                                  | Stanisław Aniołkowski | Bingoal Pauwels Sauces WB          | z.t.     |
| 9                                  | Mike Teunissen        | Team Jumbo-Visma                   | z.t.     |
| 10                                 | Christophe Laporte    | Cofidis                            | z.t.     |

| Algemeen klassement |                   |                       |          |
| Plaats              | Naam              | Ploeg                 | Tijd     |
| Blauwe trui         | Tim Merlier       | Alpecin-Fenix         | 3u32'10" |
| 2                   | Phil Bauhaus      | Bahrain-Victorious    | + 4"     |
| 3                   | Álvaro Hodeg      | Deceuninck–Quick-Step | + 6"     |
| 4                   | Mike Teunissen    | Team Jumbo-Visma      | z.t.     |
| 5                   | Matej Mohorič     | Bahrain-Victorious    | z.t.     |
| 6                   | Tiesj Benoot      | Team DSM              | + 7"     |
| 7                   | Lukas Pöstlberger | BORA-hansgrohe        | z.t.     |
| 8                   | Sonny Colbrelli   | Bahrain-Victorious    | + 8"     |
| 9                   | Kasper Asgreen    | Deceuninck–Quick-Step | z.t.     |
| 10                  | Fernando Gaviria  | UAE Team Emirates     | + 10"    |

### Tweede etappe
| Lelystad – Lelystad (11,1 km) |                      |                       |        |
| Plaats                        | Naam                 | Ploeg                 | Tijd   |
| Winnaar                       | Stefan Bissegger     | EF Education-Nippo    | 12'08" |
| 2                             | Edoardo Affini       | Team Jumbo-Visma      | + 15"  |
| 3                             | Stefan Küng          | Groupama-FDJ          | + 20"  |
| 4                             | Kasper Asgreen       | Deceuninck–Quick-Step | + 21"  |
| 5                             | Max Walscheid        | Team Qhubeka NextHash | + 22"  |
| 6                             | Tom Dumoulin         | Team Jumbo-Visma      | + 23"  |
| 7                             | Søren Kragh Andersen | Team DSM              | + 24"  |
| 8                             | Victor Campenaerts   | Team Qhubeka NextHash | + 26"  |
| 9                             | Christophe Laporte   | Cofidis               | + 29"  |
| 10                            | Brandon McNulty      | UAE Team Emirates     | + 31"  |

| Algemeen klassement |                    |                       |          |
| Plaats              | Naam               | Ploeg                 | Tijd     |
| Blauwe trui         | Stefan Bissegger   | EF Education-Nippo    | 3u44'29" |
| 2                   | Kasper Asgreen     | Deceuninck–Quick-Step | + 19"    |
| 3                   | Stefan Küng        | Groupama-FDJ          | z.t.     |
| 4                   | Max Walscheid      | Team Qhubeka NextHash | + 21"    |
| 5                   | Victor Campenaerts | Team Qhubeka NextHash | + 26"    |
| 6                   | Christophe Laporte | Cofidis               | + 28"    |
| 7                   | Matej Mohorič      | Bahrain-Victorious    | + 36"    |
| 8                   | Luke Durbridge     | Team BikeExchange     | + 38"    |
| 9                   | Sonny Colbrelli    | Bahrain-Victorious    | + 42""   |
| 10                  | Tiesj Benoot       | Team DSM              | + 45"    |
|                     |                    |                       |          |
| 15                  | Cees Bol           | Team DSM              | + 51"    |

### Derde etappe
| Essen – Hoogerheide (168,3 km) |                     |                                    |          |
| Plaats                         | Naam                | Ploeg                              | Tijd     |
| Winnaar                        | Taco van der Hoorn  | Intermarché-Wanty-Gobert Matériaux | 3u40'23" |
| 2                              | Mathias Norsgaard   | Movistar Team                      | z.t.     |
| 3                              | Luke Durbridge      | Team BikeExchange                  | z.t.     |
| 4                              | Samuele Battistella | Astana-Premier Tech                | z.t.     |
| 5                              | Thimo Willems       | Sport Vlaanderen-Baloise           | z.t.     |
| 6                              | Peter Sagan         | BORA-hansgrohe                     | + 4"     |
| 7                              | Phil Bauhaus        | Bahrain-Victorious                 | z.t.     |
| 8                              | Danny van Poppel    | Intermarché-Wanty-Gobert Matériaux | z.t.     |
| 9                              | Caleb Ewan          | Lotto Soudal                       | z.t.     |
| 10                             | Mads Pedersen       | Trek-Segafredo                     | z.t.     |

| Algemeen klassement |                    |                       |          |
| Plaats              | Naam               | Ploeg                 | Tijd     |
| Blauwe trui         | Stefan Bissegger   | EF Education-Nippo    | 7u24'55" |
| 2                   | Kasper Asgreen     | Deceuninck–Quick-Step | + 19"    |
| 3                   | Stefan Küng        | Groupama-FDJ          | z.t.     |
| 4                   | Luke Durbridge     | Team BikeExchange     | + 22"    |
| 5                   | Max Walscheid      | Team Qhubeka NextHash | z.t.     |
| 6                   | Victor Campenaerts | Team Qhubeka NextHash | + 26"    |
| 7                   | Christophe Laporte | Cofidis               | + 28"    |
| 8                   | Matej Mohorič      | Bahrain-Victorious    | + 36"    |
| 9                   | Sonny Colbrelli    | Bahrain-Victorious    | + 42""   |
| 10                  | Tiesj Benoot       | Team DSM              | + 45"    |
|                     |                    |                       |          |
| 15                  | Cees Bol           | Team DSM              | + 51"    |

### Vierde etappe
| Aalter – Ardooie (166,1 km) |                    |                                    |         |
| Plaats                      | Naam               | Ploeg                              | Tijd    |
| Winnaar                     | Tim Merlier        | Alpecin-Fenix                      | 3u36'29 |
| 2                           | Mads Pedersen      | Trek-Segafredo                     | z.t.    |
| 3                           | Danny van Poppel   | Intermarché-Wanty-Gobert Matériaux | z.t.    |
| 4                           | Peter Sagan        | BORA-hansgrohe                     | z.t.    |
| 5                           | Christophe Laporte | Cofidis                            | z.t.    |
| 6                           | Phil Bauhaus       | Bahrain-Victorious                 | z.t.    |
| 7                           | Fernando Gaviria   | UAE Team Emirates                  | z.t.    |
| 8                           | Max Walscheid      | Team Qhubeka NextHash              | z.t.    |
| 9                           | Dylan Groenewegen  | Team Jumbo-Visma                   | z.t.    |
| 10                          | Fabian Lienhard    | Groupama-FDJ                       | z.t.    |

| Algemeen klassement |                    |                       |          |
| Plaats              | Naam               | Ploeg                 | Tijd     |
| Blauwe trui         | Stefan Bissegger   | EF Education-Nippo    | 11u01'24 |
| 2                   | Kasper Asgreen     | Deceuninck–Quick-Step | + 13"    |
| 3                   | Luke Durbridge     | Team BikeExchange     | + 20"    |
| 4                   | Stefan Küng        | Groupama-FDJ          | z.t.     |
| 5                   | Max Walscheid      | Team Qhubeka NextHash | + 22"    |
| 6                   | Christophe Laporte | Cofidis               | + 26"    |
| 7                   | Victor Campenaerts | Team Qhubeka NextHash | z.t.     |
| 8                   | Matej Mohorič      | Bahrain-Victorious    | + 36"    |
| 9                   | Tim Merlier        | Alpecin-Fenix         | + 40"    |
| 10                  | Sonny Colbrelli    | Bahrain-Victorious    | z.t.     |
|                     |                    |                       |          |
| 15                  | Cees Bol           | Team DSM              | + 51"    |

### Vijfde etappe
| Riemst – Bilzen (188 km) |                    |                                    |          |
| Plaats                   | Naam               | Ploeg                              | Tijd     |
| Winnaar                  | Caleb Ewan         | Lotto Soudal                       | 4u26'24" |
| 2                        | Sonny Colbrelli    | Bahrain-Victorious                 | z.t.     |
| 3                        | Danny van Poppel   | Intermarché-Wanty-Gobert Matériaux | z.t.     |
| 4                        | Peter Sagan        | BORA-hansgrohe                     | z.t.     |
| 5                        | Jasper Stuyven     | Trek-Segafredo                     | z.t.     |
| 6                        | Tim Merlier        | Alpecin-Fenix                      | z.t.     |
| 7                        | Mike Teunissen     | Team Jumbo-Visma                   | z.t.     |
| 8                        | Matej Mohorič      | Bahrain-Victorious                 | z.t.     |
| 9                        | Christophe Laporte | Cofidis                            | z.t.     |
| 10                       | Oliver Naesen      | AG2R-Citroën                       | z.t.     |

| Algemeen klassement |                    |                       |           |
| Plaats              | Naam               | Ploeg                 | Tijd      |
| Blauwe trui         | Stefan Küng        | Groupama-FDJ          | 15u28'08" |
| 2                   | Luke Durbridge     | Team BikeExchange     | + 2"      |
| 3                   | Christophe Laporte | Cofidis               | + 6"      |
| 4                   | Victor Campenaerts | Team Qhubeka NextHash | z.t.      |
| 5                   | Sonny Colbrelli    | Bahrain-Victorious    | + 14"     |
| 6                   | Matej Mohorič      | Bahrain-Victorious    | + 36"     |
| 7                   | Tim Merlier        | Alpecin-Fenix         | + 20"     |
| 8                   | Tim Wellens        | Lotto Soudal          | + 25"     |
| 9                   | Tiesj Benoot       | Team DSM              | + 26"     |
| 10                  | Lukas Pöstlberger  | BORA-hansgrohe        | + 28"     |
|                     |                    |                       |           |
| 12                  | Mike Teunissen     | Team Jumbo-Visma      | + 33"     |

### Zesde etappe
| Ottignies-Louvain-la-Neuve – Houffalize (207,6 km) |                    |                       |          |
| Plaats                                             | Naam               | Ploeg                 | Tijd     |
| Winnaar                                            | Sonny Colbrelli    | Bahrain-Victorious    | 4u55'27" |
| 2                                                  | Matej Mohorič      | Bahrain-Victorious    | + 42"    |
| 3                                                  | Jasper Stuyven     | Trek-Segafredo        | z.t.     |
| 4                                                  | Tiesj Benoot       | Team DSM              | z.t.     |
| 5                                                  | Victor Campenaerts | Team Qhubeka NextHash | z.t.     |
| 6                                                  | Tim Wellens        | Lotto Soudal          | z.t.     |
| 7                                                  | Marc Hirschi       | UAE Team Emirates     | z.t.     |
| 8                                                  | Tom Dumoulin       | Team Jumbo-Visma      | z.t.     |
| 9                                                  | Nikias Arndt       | Team DSM              | + 1'02"  |
| 10                                                 | Gianni Vermeersch  | Alpecin-Fenix         | z.t.     |

| Algemeen klassement |                    |                       |           |
| Plaats              | Naam               | Ploeg                 | Tijd      |
| Blauwe trui         | Sonny Colbrelli    | Bahrain-Victorious    | 20u23'30" |
| 2                   | Matej Mohorič      | Bahrain-Victorious    | + 51"     |
| 3                   | Victor Campenaerts | Team Qhubeka NextHash | + 53"     |
| 4                   | Stefan Küng        | Groupama-FDJ          | + 1'07"   |
| 5                   | Luke Durbridge     | Team BikeExchange     | + 1'09"   |
| 6                   | Tim Wellens        | Lotto Soudal          | z.t.      |
| 7                   | Tiesj Benoot       | Team DSM              | + 1'13"   |
| 8                   | Jasper Stuyven     | Trek-Segafredo        | + 1'16"   |
| 9                   | Tom Dumoulin       | Team Jumbo-Visma      | + 1'40"   |
| 10                  | Kasper Asgreen     | Deceuninck–Quick-Step | + 1'42"   |

### Zevende etappe
| Namen – Geraardsbergen (180,9 km) |                    |                                    |          |
| Plaats                            | Naam               | Ploeg                              | Tijd     |
| Winnaar                           | Matej Mohorič      | Bahrain-Victorious                 | 3u50'56" |
| 2                                 | Sonny Colbrelli    | Bahrain-Victorious                 | + 11"    |
| 3                                 | Tom Dumoulin       | Team Jumbo-Visma                   | + 15"    |
| 4                                 | Christophe Laporte | Cofidis                            | + 22"    |
| 5                                 | Fred Wright        | Bahrain-Victorious                 | z.t.     |
| 6                                 | Danny van Poppel   | Intermarché-Wanty-Gobert Matériaux | + 24"    |
| 7                                 | Tom Van Asbroeck   | Israel Start-Up Nation             | z.t.     |
| 8                                 | Greg van Avermaet  | AG2R-Citroën                       | z.t.     |
| 9                                 | Tiesj Benoot       | Team DSM                           | z.t.     |
| 10                                | Peter Sagan        | BORA-hansgrohe                     | z.t.     |

## Klassementenverloop
| Etappe | Winnaar            | Algemeen klassement | Puntenklassement | Strijdlustklassement | Ploegenklassement     |
| 1      | Tim Merlier        | Tim Merlier         | Tim Merlier      | Arjen Livyns         | Bahrain-Victorious    |
| 2      | Stefan Bissegger   | Stefan Bissegger    | Stefan Bissegger | Arjen Livyns         | Team Qhubeka NextHash |
| 3      | Taco van der Hoorn | Stefan Bissegger    | Phil Bauhaus     | Luke Durbridge       | Team Qhubeka NextHash |
| 4      | Tim Merlier        | Stefan Bissegger    | Tim Merlier      | Arjen Livyns         | Team Qhubeka NextHash |
| 5      | Caleb Ewan         | Stefan Küng         | Tim Merlier      | Arjen Livyns         | Team Qhubeka NextHash |
| 6      | Sonny Colbrelli    | Sonny Colbrelli     | Tim Merlier      | Arjen Livyns         | Bahrain-Victorious    |
| 7      | Matej Mohorič      | Sonny Colbrelli     | Danny van Poppel | Arjen Livyns         | Bahrain-Victorious    |

## Eindklassementen
| Plaats      | Naam               | Ploeg                 | Tijd      |
| ----------- | ------------------ | --------------------- | --------- |
| Blauwe trui | Sonny Colbrelli    | Bahrain-Victorious    | 24u14'29" |
| 2           | Matej Mohorič      | Bahrain-Victorious    | + 29"     |
| 3           | Victor Campenaerts | Team Qhubeka NextHash | + 1'14"   |
| 4           | Tim Wellens        | Lotto Soudal          | + 1'26"   |
| 5           | Stefan Küng        | Groupama-FDJ          | + 1'28"   |
| 6           | Luke Durbridge     | Team BikeExchange     | + 1'30"   |
| 7           | Jasper Stuyven     | Trek-Segafredo        | + 1'37"   |
| 8           | Tiesj Benoot       | Team DSM              | + 1'54"   |
| 9           | Tom Dumoulin       | Team Jumbo-Visma      | + 1'55"   |
| 10          | Mike Teunissen     | Team Jumbo-Visma      | + 2'01"   |

| Plaats    | Naam             | Ploeg                              | Punten |
| --------- | ---------------- | ---------------------------------- | ------ |
| Rode trui | Danny van Poppel | Intermarché-Wanty-Gobert Matériaux | 88     |
| 2         | Sonny Colbrelli  | Bahrain-Victorious                 | 80     |
| 3         | Tim Merlier      | Alpecin-Fenix                      | 75     |

| Plaats      | Naam             | Ploeg                     | Punten |
| ----------- | ---------------- | ------------------------- | ------ |
| Zwarte trui | Arjen Livyns     | Bingoal Pauwels Sauces WB | 56     |
| 2           | Luke Durbridge   | Team BikeExchange         | 35     |
| 3           | Thomas Sprengers | Sport Vlaanderen-Baloise  | 27     |

| Plaats | Naam               | Tijd      |
| ------ | ------------------ | --------- |
| 1      | Bahrain-Victorious | 72u47'35" |
| 2      | Alpecin-Fenix      | + 9'00"   |
| 3      | INEOS Grenadiers   | + 9'44"   |

1948 · 1949 · 1950 · 1951 · 1952 · 1953 · 1954 · 1955 · 1956 · 1957 · 1958 · 1959 · 1960 · 1961 · 1962 · 1963 · 1964 · 1965 · 1966 · 1967 · 1968 · 1969 · 1970 · 1971 · 1972 · 1973 · 1974 · 1975 · 1976 · 1977 · 1978 · 1979 · 1980 · 1981 · 1982 · 1983 · 1984 · 1985 · 1986 · 1987 · 1988 · 1989 · 1990 · 1991 · 1992 · 1993 · 1994 · 1995 · 1996 · 1997 · 1998 · 1999 · 2000 · 2001 · 2002 · 2003 · 2004 · 2005 · 2006 · 2007 · 2008 · 2009 · 2010 · 2011 · 2012 · 2013 · 2014 · 2015 · 2016 · 2017 · 2018 · 2019 · 2020 · 2021 · 2022 · 2023 · 2024
Ronde van de Verenigde Arabische Emiraten ·
Omloop Het Nieuwsblad ·
Strade Bianche ·
Parijs-Nice · 
Tirreno-Adriatico · 
Milaan-San Remo ·
Ronde van Catalonië ·
Driedaagse Brugge-De Panne ·
E3 Saxo Bank Classic ·
Gent-Wevelgem ·
Dwars door Vlaanderen ·
Ronde van Vlaanderen ·
Ronde van het Baskenland ·
Amstel Gold Race ·
Waalse Pijl ·
Luik-Bastenaken-Luik ·
Ronde van Romandië ·
Ronde van Italië ·
Critérium du Dauphiné ·
Ronde van Zwitserland ·
Ronde van Frankrijk ·
Clásica San Sebastián ·
Ronde van Polen ·
Bretagne Classic ·
Benelux Tour ·
Ronde van Spanje ·
Eschborn-Frankfurt ·
Parijs-Roubaix ·
Ronde van Lombardije
Afgelaste wedstrijden: Tour Down Under · Great Ocean Road Race · EuroEyes Cyclassics · GP van Quebec · GP van Montreal · Ronde van Guangxi